# Clausirion comptum
Espèce
Clausirion comptum est une espèce d'insectes coléoptères de la tribu des Elaphidiini (sous-famille des Cerambycinae, famille des Cerambycidae).

## Répartition
Clausirion comptum se rencontre au Brésil, en Guyane française et au Surinam.

## Classification
L'espèce Clausirion comptum a été décrite en 1982 par les entomologistes brésiliens Ubirajara Ribeiro Martins (d) et Dilma Solange Napp (d).